# Cinéma Arenberg
Le Cinéma Arenberg était un cinéma bruxellois composé de deux salles confortables (la seconde se situant à l'emplacement de l'ancien balcon). 

## Programmation
Ce lieu présente des films dits d'art et essais tout public, récents, en version originale sous-titrée, et se consacre notamment à la défense des films européens. L'Arenberg est membre du circuit Europa Cinemas. Pour ces caractéristiques et en raison de sa localisation prestigieuse dans les Galeries royales Saint-Hubert, ce cinéma est le plus subventionné de Bruxelles. Jusqu'en mai 1987, il était situé dans les murs de l'actuel Cinéma Nova. Des années 1930 jusqu'à son déménagement, le nom de l'Arenberg était le Studio Arenberg. Puis, jusqu'au milieu des années 2000, l'Arenberg-Galeries pour souligner sa nouvelle adresse.
L'Arenberg ne projette que très rarement du cinéma pointu (cinéma expérimental, underground, journal ou essai filmé ou simplement différent, inhabituel dans le fond ou la forme). Néanmoins, quelques soirs par mois, un écran s'ouvre à des œuvres plus audacieuses en collaboration avec des associations. De plus, pendant l'été, quelques mini-rétrospectives sont organisées et une dizaine de films, sans distributeur en Belgique, sont importés de Paris. Cette initiative estivale porte le nom d'Écran Total.
Le Cinéma Arenberg ferme définitivement ses portes fin 2011, malgré une pétition qui a recueilli plus de 36 000 signataires, car il n'est pas rentable. L'équipe est éjectée par les actionnaires d'un nouveau projet « plus moderne » intitulé Galeries, soupçonnés par le Cinéma Nova voisin de « tenter de capturer certains pans de la programmation, le public et les subventions ». 

## Accès
| ___ | Ce site est desservi par la station de métro : Gare Centrale. |